# Estació de Suminodō
L'estació de Suminodō (住道駅, Suminodō eki) és una estació de ferrocarril localitzada al municipi de Daitō, a la prefectura d'Osaka, Japó i propietat de la Companyia de Ferrocarrils del Japó Occidental (JR West). Presta servei a la línia Katamachi o Gekkentoshi i el seu número d'estació és el JR-H36.

## Història
L'estació fou inaugurada el 22 d'agost de 1895 pel Ferrocarril de Naniwa entre les estacions de Shijōnawate i Katamachi. El 9 de febrer de 1897, l'estació passà a formar part del Ferrocarril de Kansai com totes les altres del Ferrocarril de Naniwa. Ja l'1 d'octubre de 1907, en virtut de la llei de nacionalització dels ferrocarrils, l'estació passa a formar part dels Ferrocarrils Nacionals del Japó (FNJ). Entre els anys 1909 i 1913 l'estació forma part de la línia Sakuranomiya per a finalment acabar a la línia Katamachi fins a l'actualitat. L'1 d'abril de 1987, amb la provatització i dissolució dels FNJ, l'estació passa a la seua empresa successora, la Companyia de Ferrocarrils del Japó Occidental o JR West. L'actual edifici de l'estació fou inaugurat el 21 de novembre de 1989. L'1 de novembre de 2003 s'introduí el servici de targeta intel·ligent ICOCA. Com a mesura favorable al turisme, el 17 de març de 2018 s'introduí la numeració d'estació.

## Línies
| Companyia de Ferrocarrils del Japó Occidental |                         |
| Nozaki (JR-H35)                               |                         |
| Línia Katamachi                               | Kōnoikeshinden (JR-H37) |